# Grand Canal (Chine)
 (juillet 2021).
Si vous disposez d'ouvrages ou d'articles de référence ou si vous connaissez des sites web de qualité traitant du thème abordé ici, merci de compléter l'article en donnant les références utiles à sa vérifiabilité et en les liant à la section « Notes et références ».
Pour les articles homonymes, voir Grand Canal.
Le Grand Canal (chinois simplifié : 大运河 ; chinois traditionnel : 大運河 ; pinyin : Dà Yùnhé) de Chine, également connu sous le nom de Grand Canal Pékin-Hangzhou (chinois simplifié : 京杭大运河 ; chinois traditionnel : 京杭大運河 ; pinyin : Jīng Háng Dà Yùnhé) est le plus grand canal ancien ou rivière artificielle du monde.
Le Grand Canal débute au nord par Pékin et se termine au sud à Hangzhou, dans le Zhejiang, avec une longueur totale de 1 794 km. Il passe notamment dans les villes de Pékin, Tianjin, et traverse les provinces du Hebei, du Shandong, du Jiangsu et du Zhejiang.
Les parties les plus anciennes remontent au Ve siècle av. J.-C. Il est inscrit au patrimoine mondial de l'UNESCO depuis 2014.

## Histoire

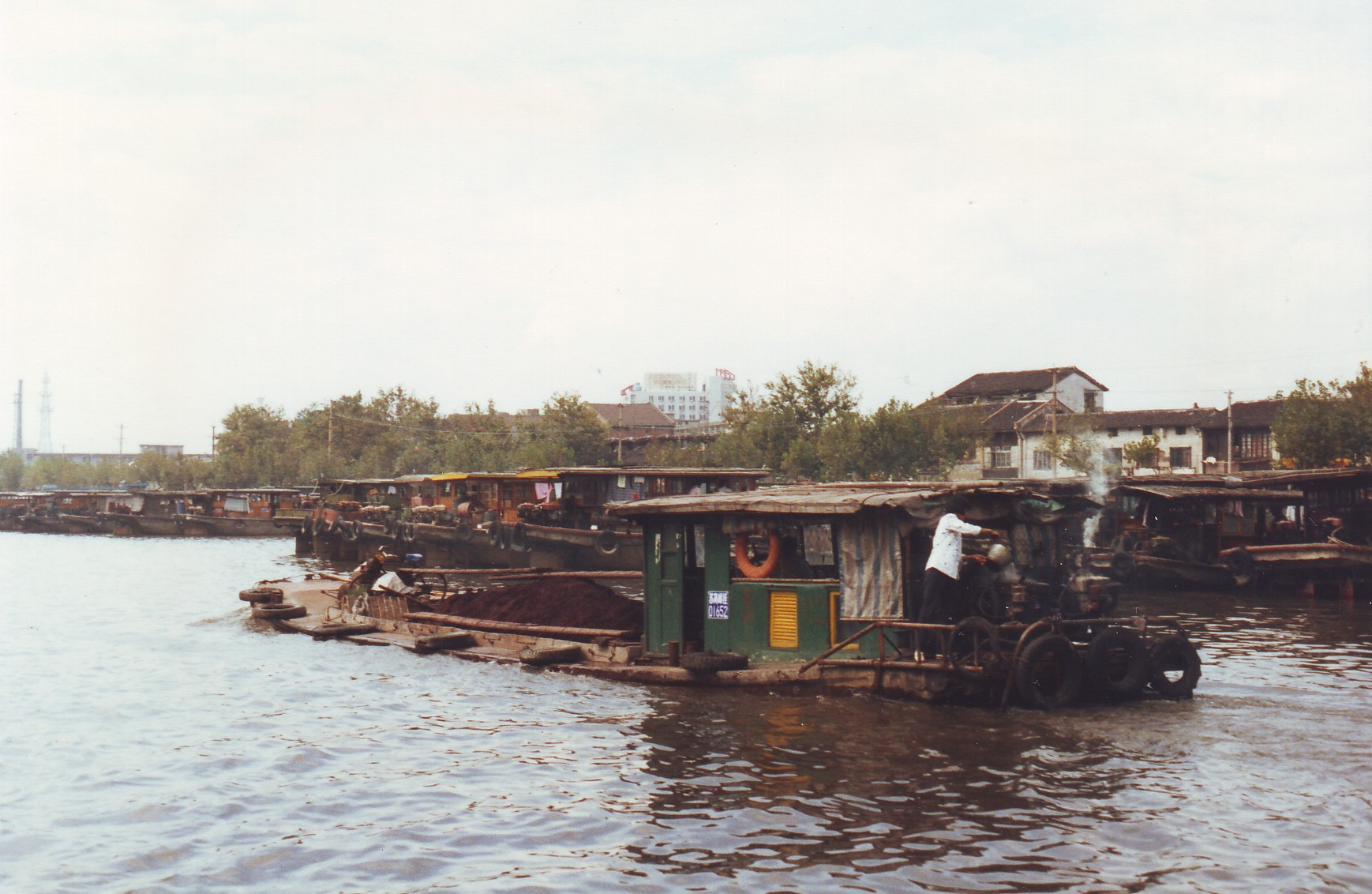
Le Grand Canal à Wuxi.

Le projet d'une voie d'eau à travers la Chine fut conçu à la fin de la période des Printemps et des Automnes (722 – 481 av. J.-C.), lorsque Fu Chai (夫差), le souverain de l'État de Wu (dont la capitale était l'actuelle Suzhou), effectua des voyages de conquête vers les royaumes du Nord. Il ordonna la construction d'un canal, appelé « Han gou » (邗沟, hán gōu), pour les transports militaires. Le canal fut creusé à partir de Yangzhou, au Jiangsu, détournant des eaux du Yangzi Jiang vers le Nord.
Le canal fut allongé sous la dynastie Sui (581 – 618) et plus tard sous la dynastie Yuan (1206 – 1368), pour devenir connu sous le nom de « Grand Canal ». En l'année 604, l'empereur Sui Yangdi de la dynastie Sui quitta la ville de Dacheng (actuelle Xi'an), la capitale, et s'installa à Luoyang. En 605, l'empereur donna des ordres pour deux projets de construction : transférer la capitale de Chang'an à Luoyang et réaliser la liaison entre Pékin et Hangzhou par un Grand Canal. Cinq à six années furent nécessaires pour réaliser ces liaisons avec le Grand Canal, connectant les cinq rivières suivantes : le Hai He, le Huang He (fleuve Jaune), le Huai He, le Qiantang Jiang et le Yangzi Jiang.
Durant les dynasties Yuan, Ming (1368 – 1644) et Qing (1644 – 1911), le Grand Canal fut l'artère principale entre le nord et le sud de la Chine, et était essentiel pour l'approvisionnement de Pékin en céréales. Bien que le Grand Canal fût essentiellement dévolu à ce type de transport, il était utilisé pour d'autres usages. Les différentes zones drainées par le canal bénéficiaient de son importance économique. Les archives mentionnent que chaque année plus de huit mille navires transportaient quatre à six millions de dàns (deux cent mille à trois cent mille tonnes) de céréales vers Pékin. Le canal permettait également aux dirigeants de la Chine de parcourir régulièrement leur empire vers le Sud. Sous la dynastie Qing, les empereurs Kangxi et Qianlong firent douze voyages vers le Sud, généralement jusqu'au terme de Hangzhou.
Le Grand Canal permit aussi des échanges culturels entre le nord et le sud de la Chine. Le canal fit forte impression aux premiers visiteurs de l'empire. L'explorateur italien Marco Polo, qui voyagea en Chine sous la dynastie Yuan mentionna les ponts avec arches du Grand Canal, ainsi que ses importants entrepôts et le commerce qu'engendrait le canal au XIIIe siècle. Le missionnaire catholique romain Matteo Ricci voyagea de Nankin à Pékin par le canal à la fin du XVIe siècle.
Vers le milieu du XIXe siècle cependant, le développement du transport maritime et l'ouverture des voies de chemin de fer Tianjin-Pukou et Pékin-Hankou réduisirent grandement le rôle du canal comme artère majeure de transport en Chine. D'importantes parties cessèrent d'être entretenues, s'envasant rapidement. Avec l'avènement de la république populaire de Chine en 1949, d'importants travaux de réhabilitation furent engagés sur le Grand Canal pour lui redonner son importance économique première.

## Dimensions
Selon les documents publiés par le père Gandar, la longueur totale du canal est de 3 630 lis, soit environ 1 930 km. Une mesure approximative, ne reprenant que le cours principal du canal, donne une longueur de 1 368 km. Après avoir quitté Hangzhou, le canal passe aux environs de la limite orientale du Tai Hu, passe près de la ville de Suzhou et prend une direction générale nord-ouest en direction du district fertile de Jiangsu jusqu'au Jingjiang sur le Yangzi Jiang.
En cette partie méridionale, le courant est doux et l'eau relativement profonde (2,1 mètres en cas de basses eaux, 3,4 mètres en hautes eaux , voire 4 mètres en crues). Entre Suzhou et Jingjiang, le canal dépasse régulièrement les trente mètres de largeur, avec des berges empierrées en de nombreux endroits. Le canal est franchi par de nombreux ponts de pierre sculptés, et il abrite sur ses berges de nombreux temples et pagodes délicats.

## Cours

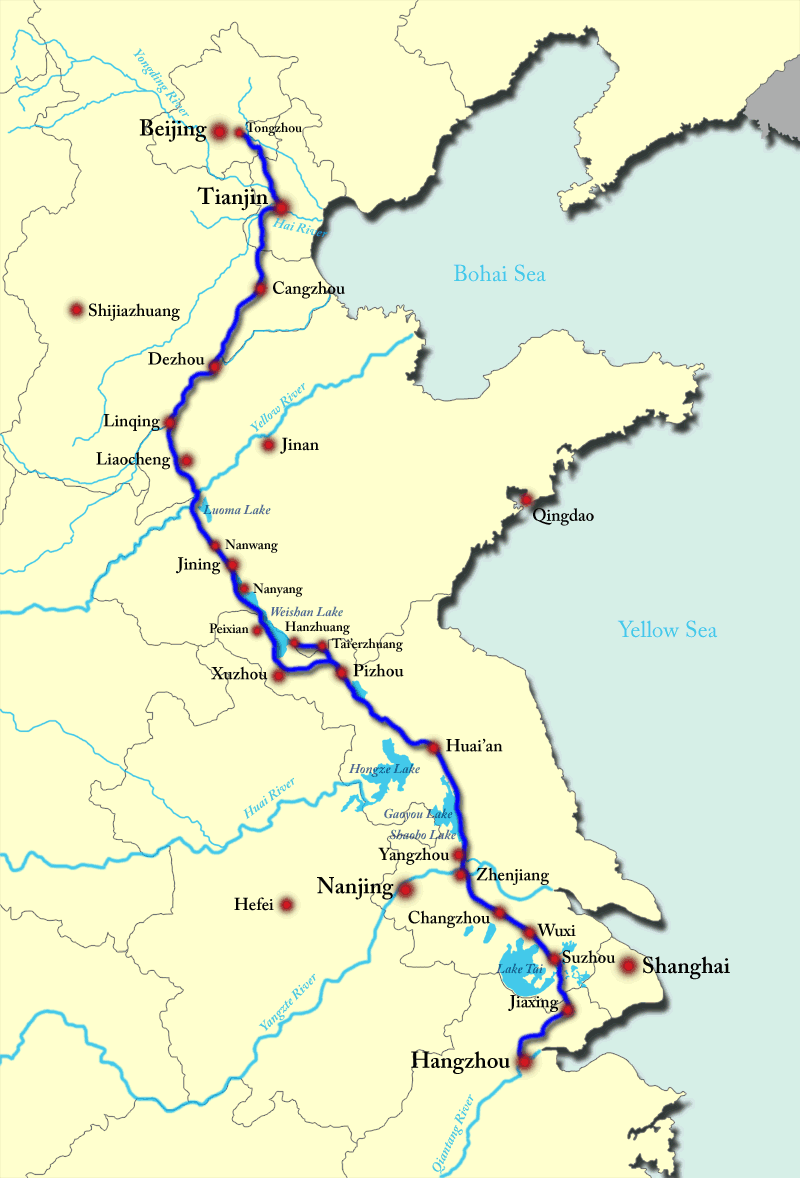
Tracé actuel du Grand Canal, de Beijing (au nord), à Hangzhou (au sud).

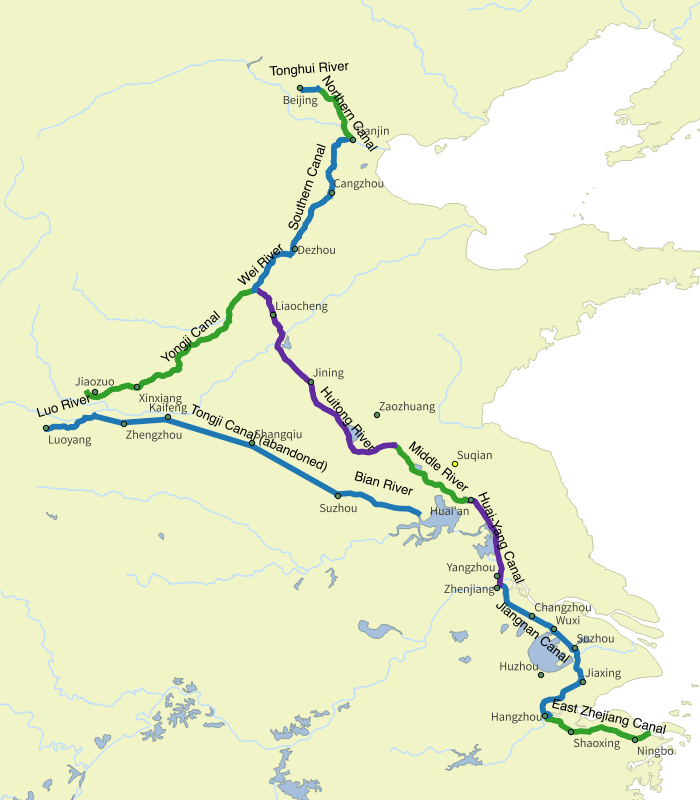
Cours du Grand Canal et de ses annexes, dont certaines parties sont depuis longtemps abandonnées.

La partie la plus ancienne du canal est celle située entre le Yangzi Jiang et le Huai He. On pense généralement qu'elle date, d'après un extrait d'un livre de Confucius, de l'année -486. Elle fut réparée et élargie au IIIe siècle. Sa partie sud, entre le Yangzi Jiang et Hangzhou, fut construite au début du VIIe siècle (initialement dénommé Jiang Nan He, 江南河). La partie septentrionale fut construite entre 1280 et 1283. Le canal fut entièrement reconstruit entre 1411 et 1415, au cours de la dynastie Ming, par l'empereur Yongle. La partie nord du canal est maintenant moins utilisée. Elle est de mauvaise facture, négligée et chargée des eaux boueuses du Huang He. Les parties sud et centrale sont davantage utilisées.
La section centrale du Grand Canal, située entre Jingjiang et Qingjiangpu (en), croise notamment le cours asséché qu'empruntait avant 1852 le Huang He (Fleuve jaune) : le courant y est puissant et la remontée vers le Nord difficile. Cette partie du canal, qui traverse différents lacs, est alimentée par le Huai He, issu du lac Xingzuo. Le terrain situé à l'ouest du canal est plus haut que le canal, et la partie situé à l'est plus basse. Les deux étendues sont connues respectivement sous les noms de Shanghe (littéralement « au-dessus de la rivière ») et Xiahe (« en dessous de la rivière »). Des canaux d'irrigation vers Xiahe (une des grandes régions productrice de riz en Chine) permettent d'évacuer le surplus d'eau en période de crues.
La section nord, qui est aussi la plus longue, remonte à partir de l'ancien cours du Huang He jusque Tianjin. Elle emprunte pour une grande part les cours d'eau existants. Entre Qingjiangpu et le cours actuel du Fleuve jaune, le canal prend une direction nord-nord-ouest, à proximité des hautes terres du Shandong. Dans cette région, il passe à travers une série de plans d'eau réunis en un seul lac en été, le Zhouyang / (Zhaoyang, Dushan, Nanyang). Au nord de ce lac, sur la rive orientale, se trouve la ville de Ziningzhou / Jining. À environ quarante kilomètres au nord de cette ville, le canal atteint son point haut dans la ville de Nanwang. La rivière Hen pénètre à cet endroit dans le canal et environ cinquante kilomètres plus au nord, le Huang He est atteint. À l'ouest du canal, au point de jonction avec le Huang He, se trouve un cours à sec qui, selon des cartes du XVIIIe siècle, serait l'ancien lit du Huang He abandonné par la rivière après les crues de 1851-1853.
Le passage empruntant le Huang He (25 km de parcours environ sur le fleuve) vers la section nord est difficile et ne peut être effectué qu'à certaines périodes de l'année où le courant du Huang He est acceptable, et le niveau d'eau ni trop haut ni trop bas pour permettre la traversée. Au-delà, le canal passe par une région vallonnée et forestière, à l'ouest de Dongpingzhou et à l'est de Dongchangfu. À Linqing, le canal croise le Wei He (zh) au centre de la ville. À partir d'ici, de Qingjiangbu à Linjingzhou, sur une distance de près de cinq cents kilomètres, la navigation est difficile et le canal difficilement alimenté en eau. Les différences de niveau entre les biefs, de sept à dix mètres, sont marquées par des barrages, que les bateaux remontent éventuellement après avoir déchargé leur cargaison.[à recycler] Au-delà de la jonction avec le Wei He, le canal emprunte la rivière et redevient facilement navigable. En pénétrant vers l'ouest dans le Hebei, entre Dezhou et Zangzhou, le canal croise le Hai He à Tianjin, après avoir reçu les eaux de la rivière Geduo aux environs de Qingxian.